# مشية

مشية الفيل

المشية هي نمط حركة الإنسان والحيوانات عند الانتقال على الأطراف من مكان على أرضية صلبة لآخر. بالنسبة للحيوانات فهناك تنوع في أساليب المشية، وذلك وفقاً للسرعة أو التضاريس أو للحاجة للمناورة عند الافتراس؛ كما يعتمد أسلوب المشية أيضاً على التشريح والبناء الجسماني للحيوان. تقسم المشية (دورة المشي) عموماً إلى طورين؛ الأول طور الوقفة، حيث تلامس القدم سطح الأرض؛ وطور التأرجح، حيث ترفع القدم عن الأرض وتحرك للأمام.
كان إدوارد مويبريدج وإيتيان جول ماري من العلماء الرائدين في البحث العلمي في مجال مشية الحيوانات اعتماداً على التصوير الفوتوغرافي.